# لينزيرورن
لينزيرورن (بالإنجليزية: Lenzerhorn)‏ هو أحد جبال سلسلة جبال الألب بليسور وجزء من القمة الأم أرسوير روثورن يقع في كانتون غراوبوندن، سويسرا. يبلغ ارتفاع الجبل حوالي 2906 متر، بينما يبلغ ارتفاع نتوء الجبل 291 متر.